# Jean Penders
Johannes Josephus Maria „Jean” Penders (n. 5 aprilie 1939, Gemert⁠(d), Brabantul de Nord, Țările de Jos – d. 13 ianuarie 2025, Leidschendam⁠(d), Olanda de Sud, Țările de Jos) a fost un politician olandez. Membru al Partidului Popular Catolic și al Apelului Creștin Democrat, a servit în Parlamentul European din 1979 până în 1994.
Penders a murit la Leidschendam pe 13 ianuarie 2025, la vârsta de 85 de ani.